# Onderwaterfotografie

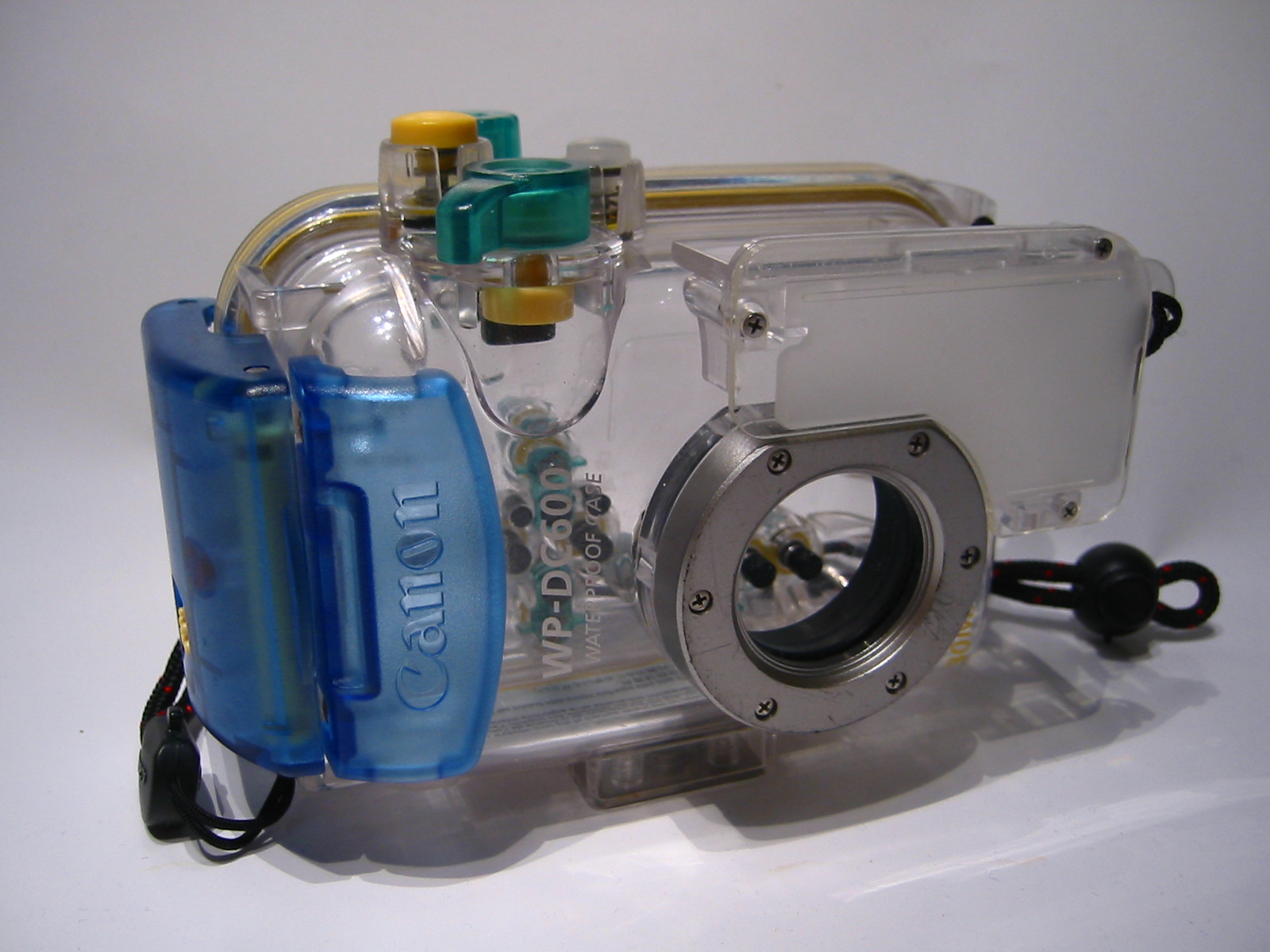
Onderwatercamerahuis Canon WP-DC600 for IXUS v2

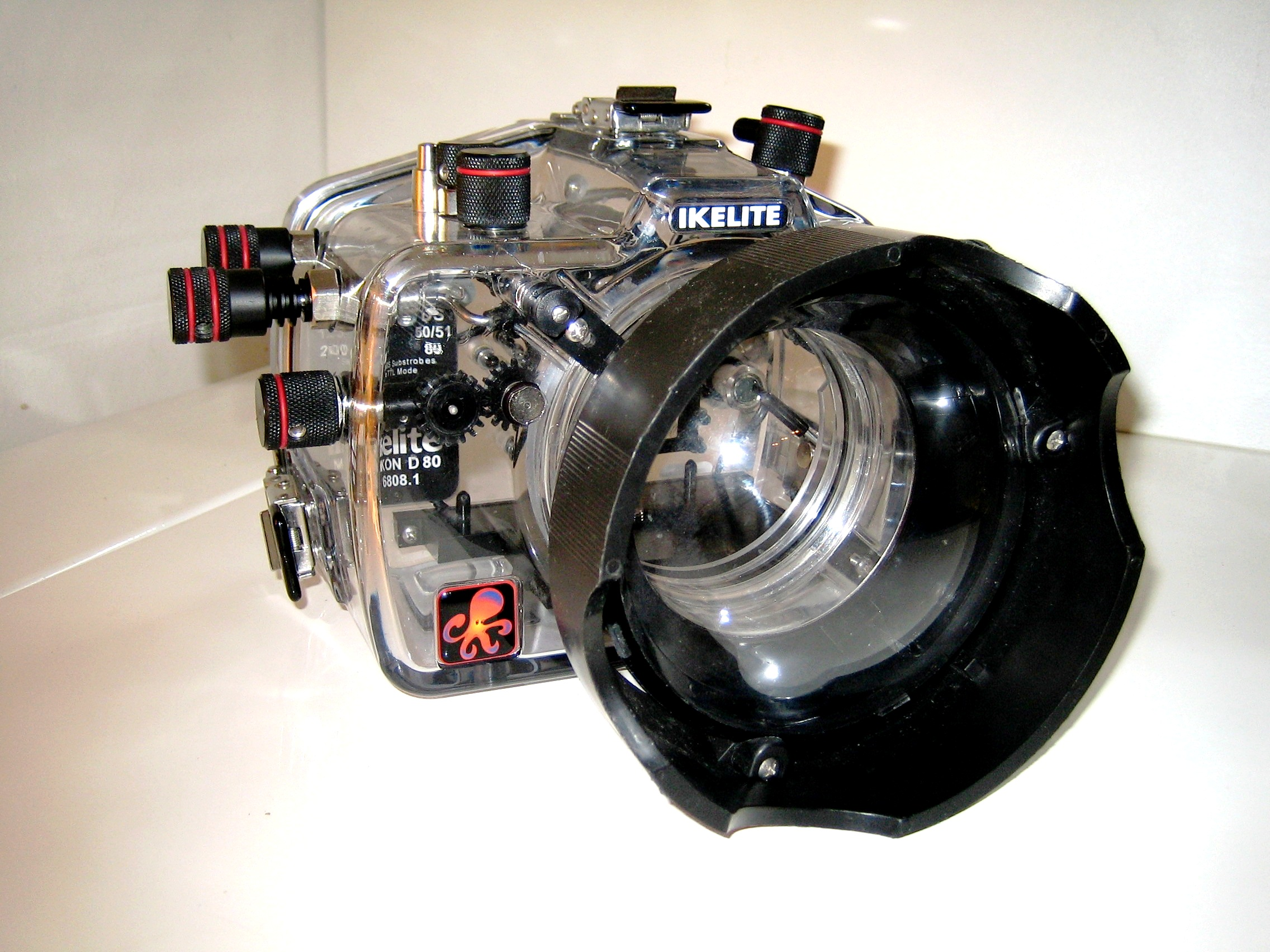
Onderwatercamerahuis Ikelite voor de Nikon D80 DSLR, met domelens

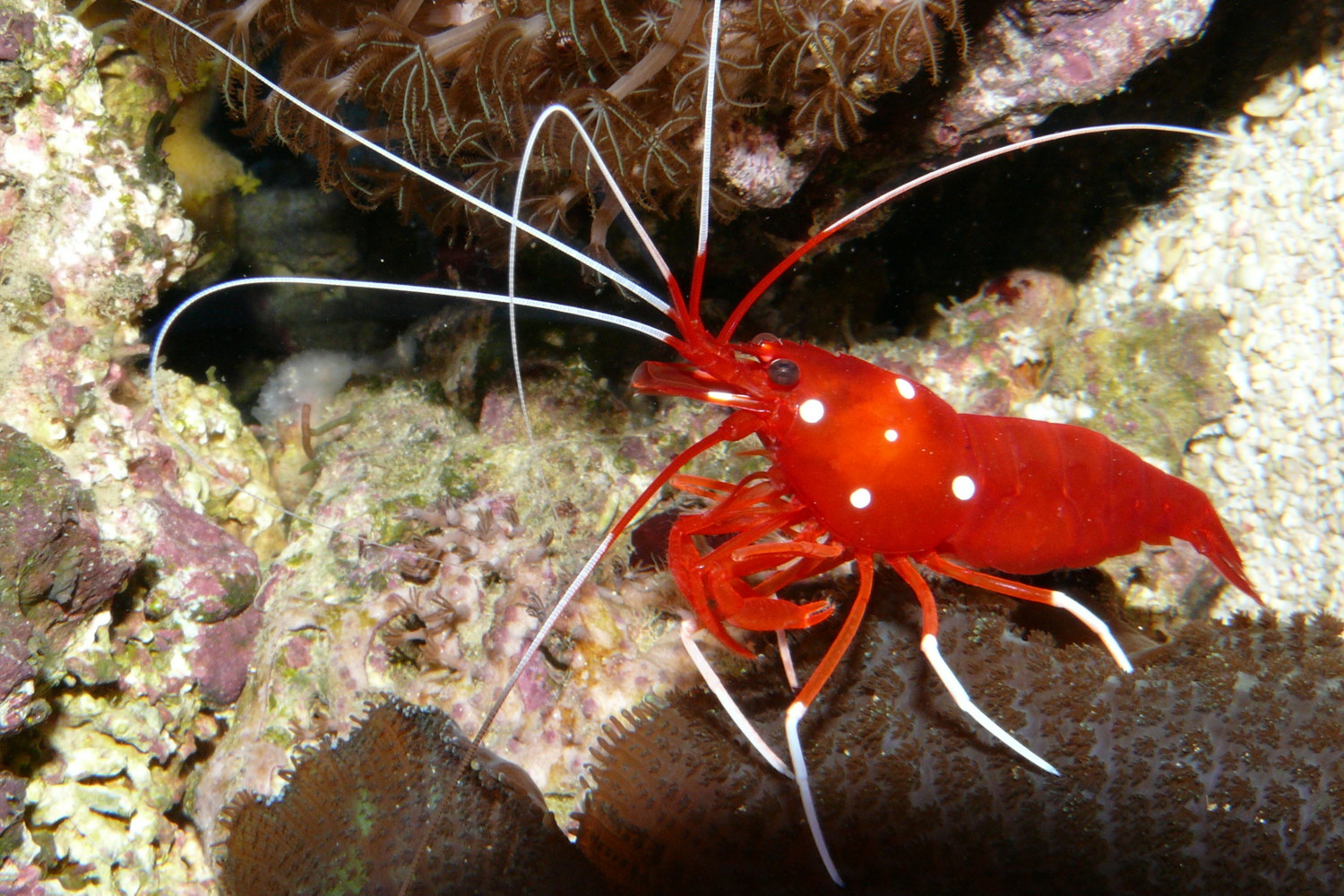
Macro-opname

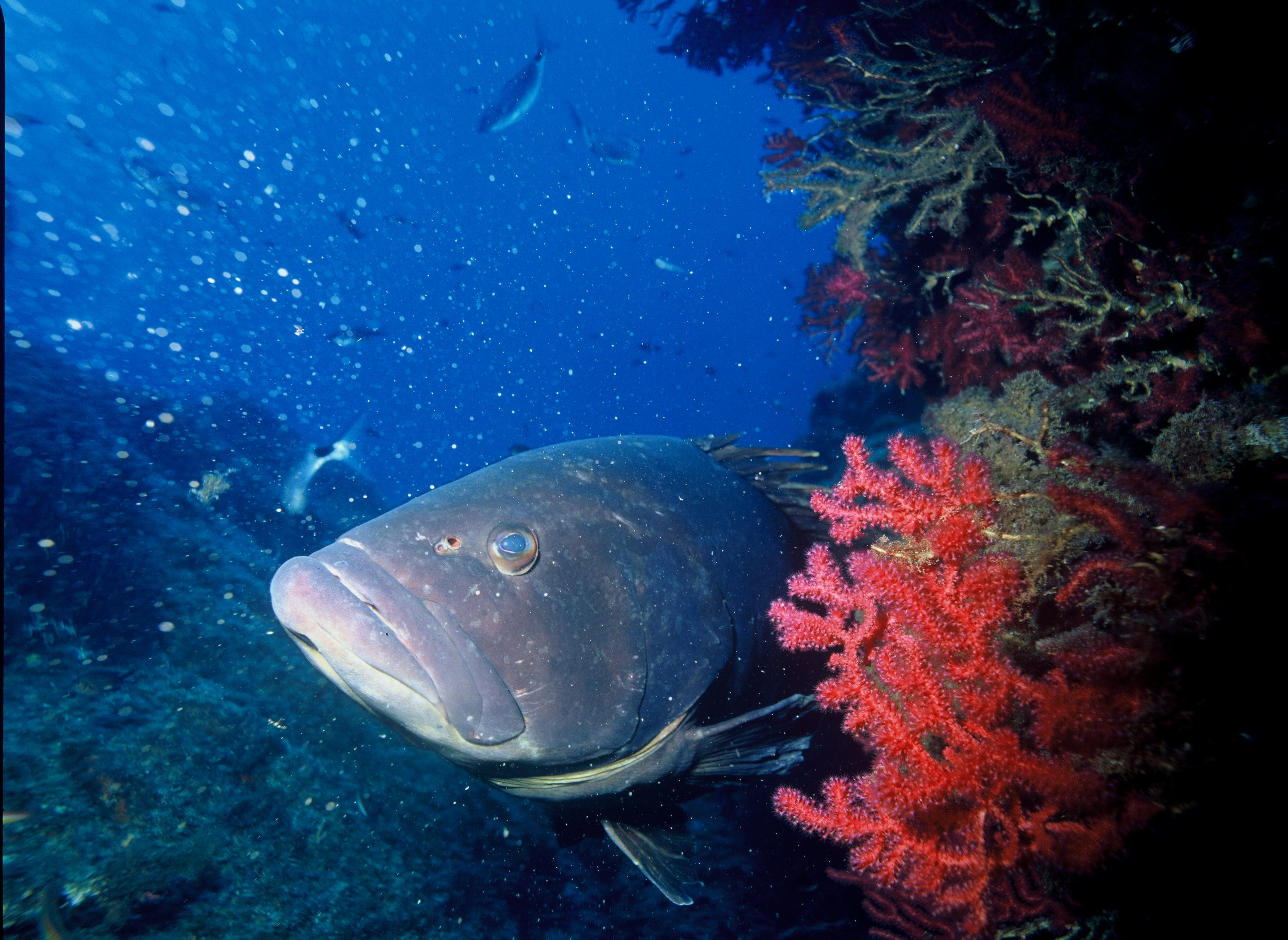
Groothoekopname. Voorbeeld van het sneeuweffect

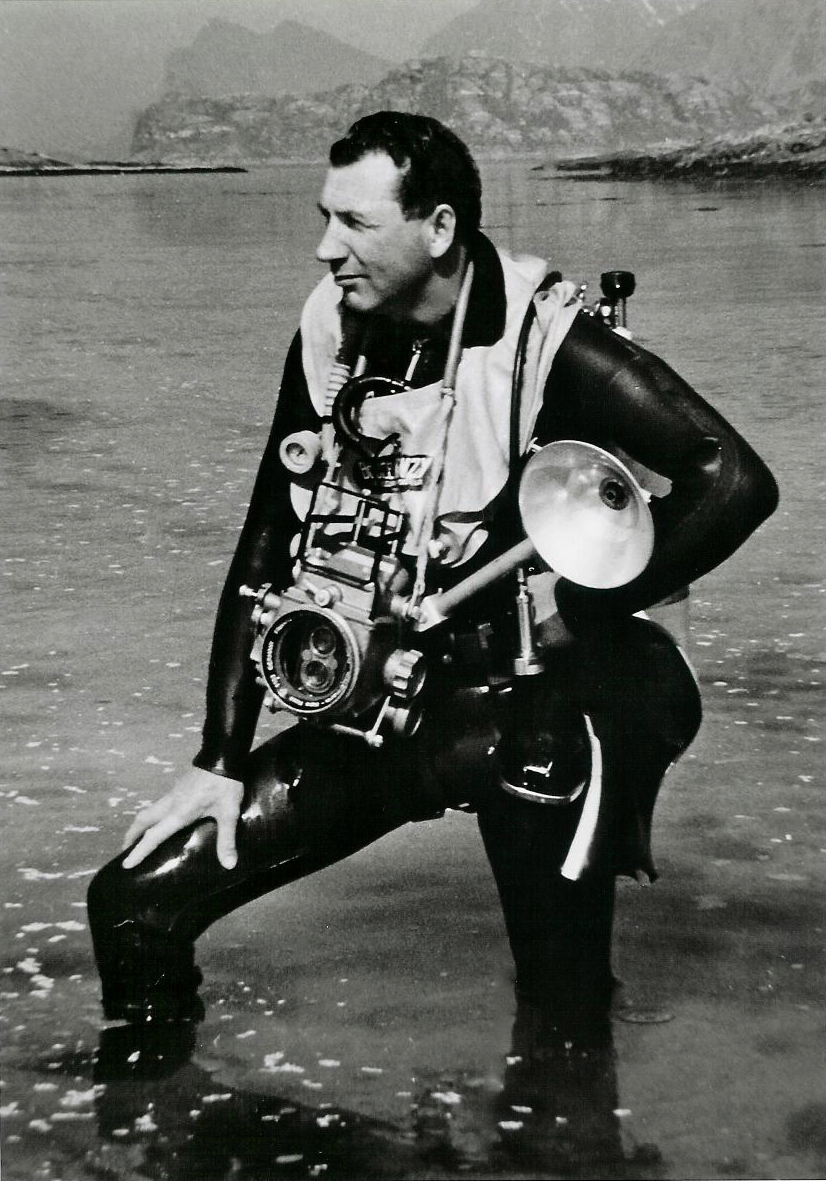
Noorse duikpionier Odd Henrik Johnsen met Rolleimarin onderwatercamera (1960's)

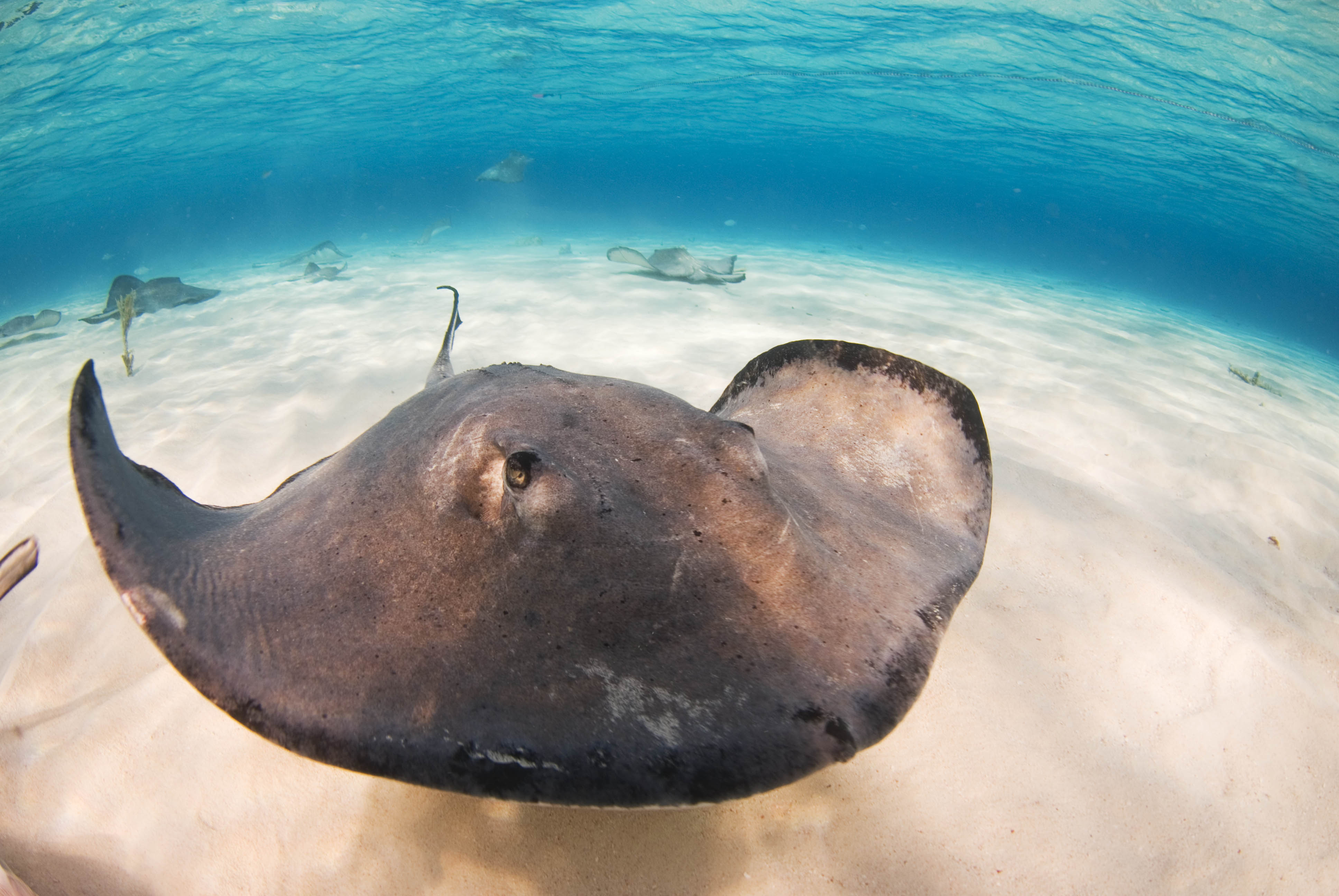
Opname met fisheye-objectief; de horizon heeft hier een ronde vorm

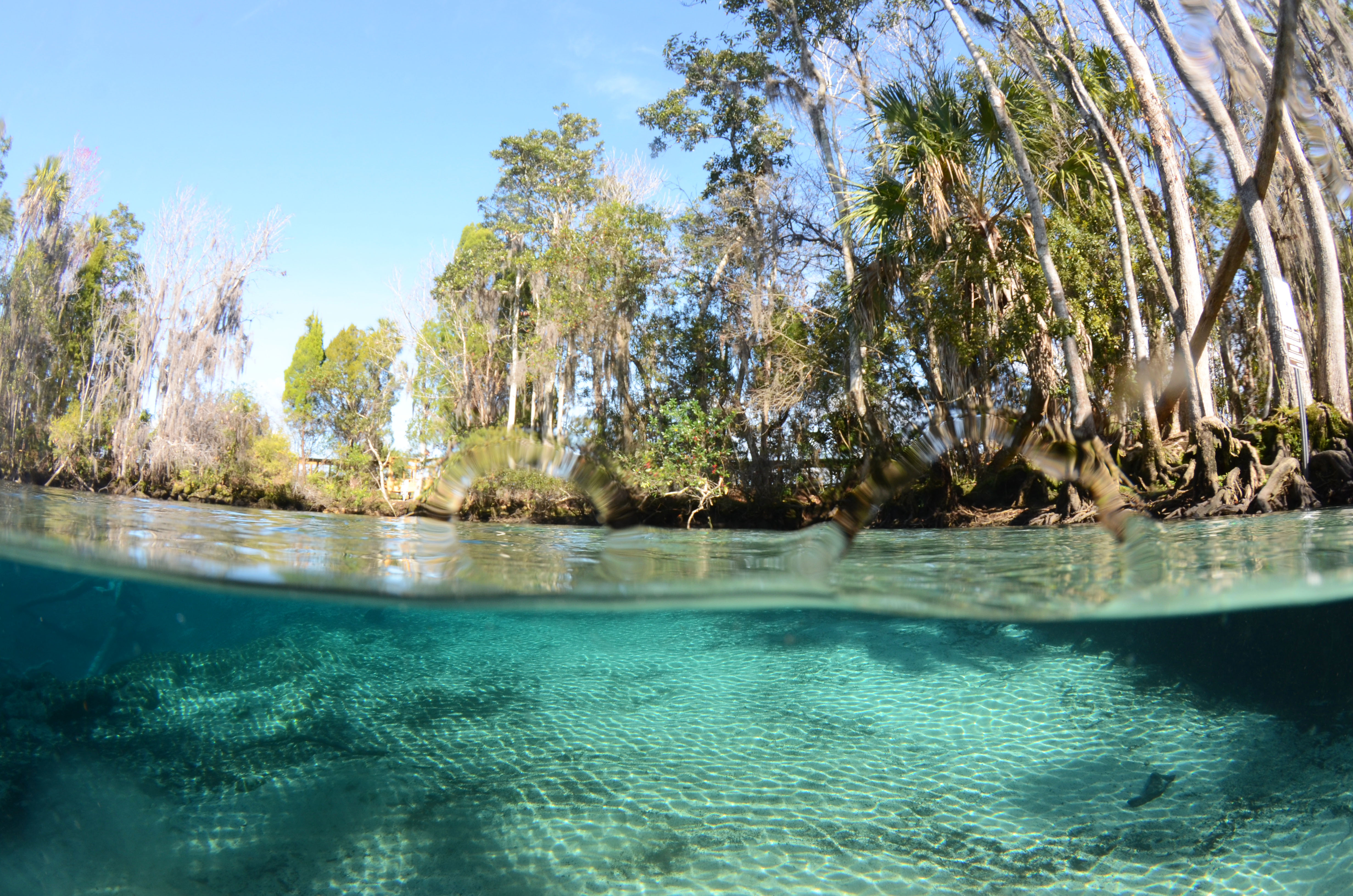
Voorbeeld van een split-imageopname

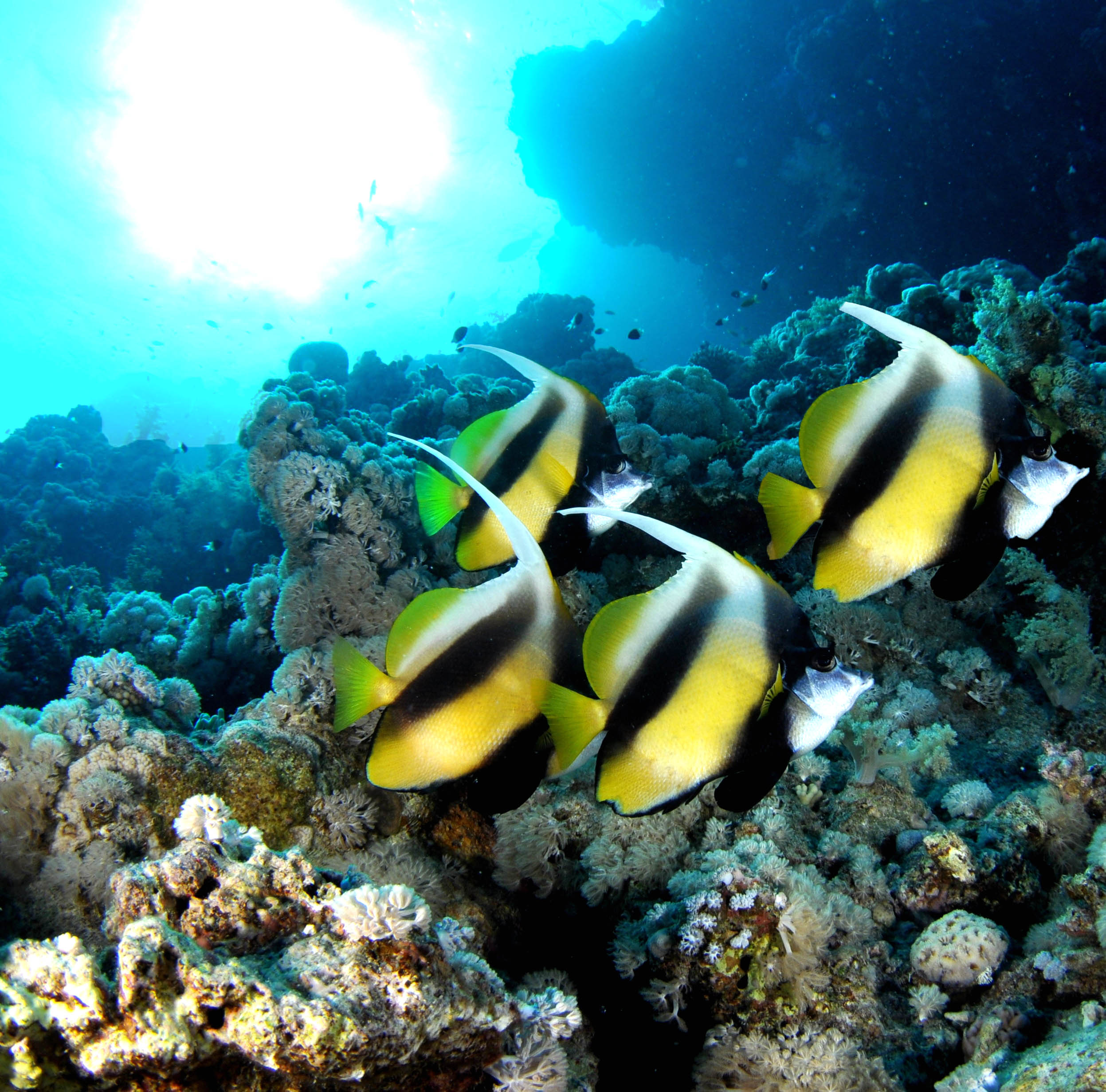
Voorbeeld van overbelichte zon ('zonnebal') in de opname

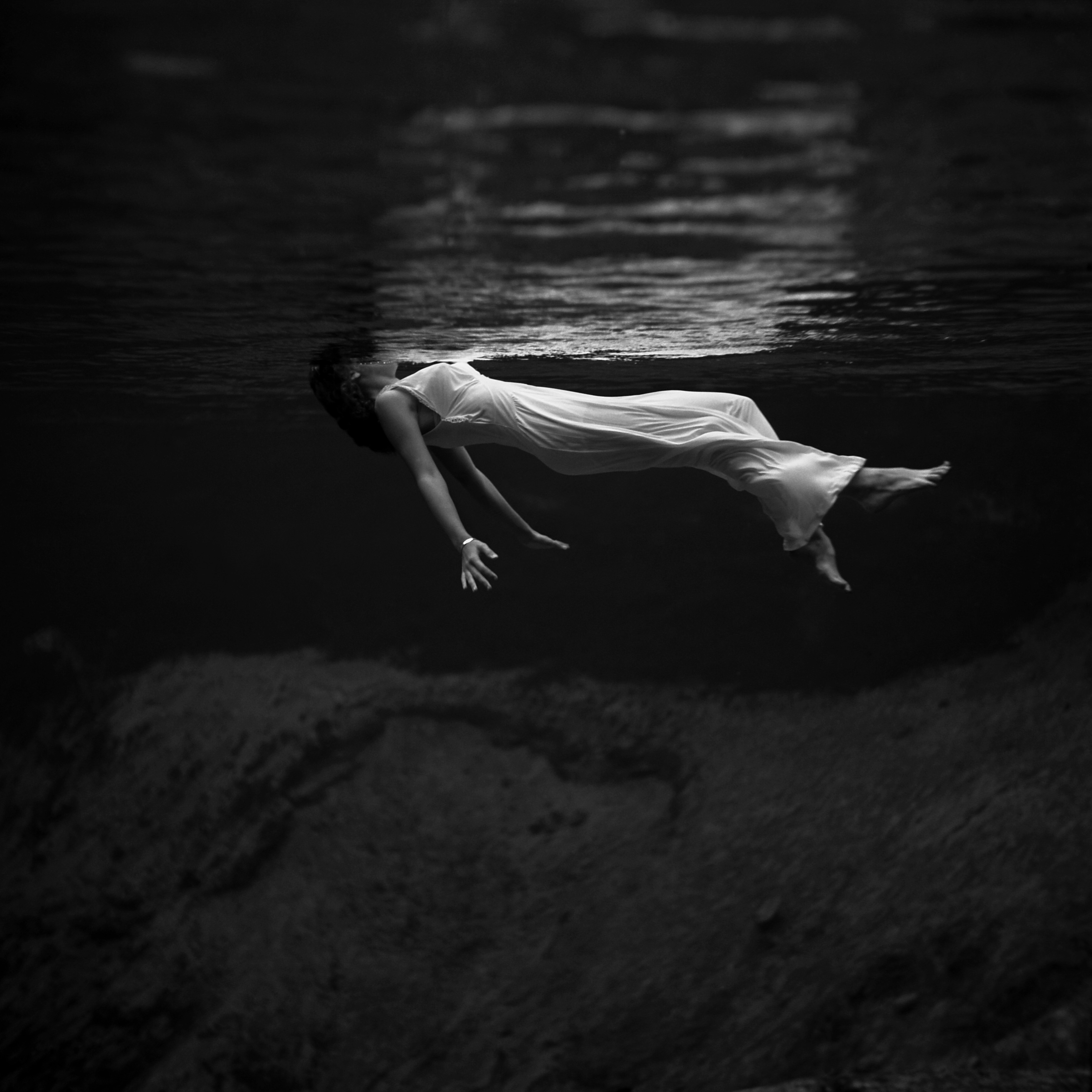
Kunstzinnige onderwateropname met model

Onderwaterfotografie is een vorm van fotografie onder water tijdens duiken, snorkelen en zwemmen. Deze vorm van fotografie stelt bijzondere eisen, zowel aan de techniek van de duiker, als aan die van de apparatuur. 
Veel duikers maken onderwaterfoto's van koraal en vissen in een duikgebied met een speciale onderwatercamera in een zee of oceaan. Bij de meeste modellen is dit een gewone fotocamera die voorzien is van een soort beschermhuis, ook wel onderwaterhuis genoemd. Ook zijn er moderne action-camera's, zoals de modellen van GoPro, die onder vrijwel elke omstandigheden werken, dus ook onder water.

## Fotocamera
Er bestaan twee typen digitale camera's die voor de onderwaterfotografie worden gebruikt. Dit zijn de goedkopere digitale compactcamera's en de duurdere digitale spiegelreflexcamera's. De spiegelreflexfotocamera's bieden de mogelijkheid op het camerahuis zelf verschillende objectieven (of lenzen) te plaatsen. De kwaliteit van het objectief moet daarbij aan hoge eisen voldoen. Bij de traditionele analoge fotocamera's had de spiegelreflexcamera het grote voordeel dat men scherp kon stellen op het instelmatglas. Vooral het middenformaat 6 × 6 was bij de meer professionele onderwaterfotografen zeer in trek. Het onderwaterhuis moest in dat geval natuurlijk ook uitgerust zijn met een zoekersysteem dat toestond het matglas goed waar te nemen. Ook de moderne digitale camera's zijn nu verkrijgbaar met het spiegelreflexsysteem (DSLR geheten). Deze camera's maken niet meer gebruik van een film, maar van een sensor (CMOS of CCD). Met deze camera's kan men ook onderwater automatisch scherpstellen en belichten. De digitale camera is momenteel alleen nog te verkrijgen in het kleinbeeldformaat. Tegenwoordig zijn er ook lichtere digitale systeemcamera's zonder prisma en spiegel beschikbaar, waarbij er voorzetlenzen  kunnen worden gebruikt, mogelijk met een MFT systeem. De technische beeldkwaliteit van een digitale camera wordt globaal bepaald door drie factoren: de grootte van de sensor of chip, de resolutie uitgedrukt in megapixels, en het dynamisch bereik.

## Van analoog naar digitaal
Door de grote moeilijkheidsgraad van de onderwaterfotografie mislukken, zeker in vergelijking met opnamen boven water, relatief veel foto's. In de jaren 90 heeft zich echter in de onderwaterfotografie een omwenteling voltrokken, die inhield dat men van het analoge (film) formaat overstapte naar het digitale formaat. De digitale fotografie schept de gunstige mogelijkheid om van onderwaterobjecten binnen het korte tijdbestek van de duik veel meer opnamen te maken dan met de analoge techniek mogelijk was. Deze opnamen kunnen al tijdens de duik worden bekeken, zodat de fotograaf een instelling kan veranderen. Zij kunnen echter ook later, dus na de duik, rustig worden geselecteerd en met speciale software (bijvoorbeeld Photoshop) in de digitale doka (digital darkroom) worden bewerkt. Het gebruik van de 'RAW'-optie (dit is de mogelijkheid om ruwe gedigitaliseerde sensordata in de camera op te slaan) biedt daarbij het voordeel dat men later meer speelruimte heeft om eventueel onjuist belichte foto's te corrigeren. Enkele mogelijkheden om de kwaliteit van onderwaterfoto's achteraf te verbeteren zijn croppen en de HDR techniek. Croppen (=een uitsnede maken) kan bijvoorbeeld gebruikt worden om bij macro-opnamen een verscherpt beeld met nog meer détails te krijgen van een klein object. HDR slaat op High Dynamic Range. Met de HDR techniek maakt men onder water van een statisch object (zoals het interieur van een scheepswrak) meerdere foto's. Dit zijn meestal opnamen met verschillende belichting die snel achter elkaar via bracketing worden genomen. In de HDR-afbeelding worden dan achteraf de heldere en donkere partijen van de afzonderlijke beelden gecombineerd tot een beeld met een meer gelijkmatige belichting.

## Sensorformaat: fullframe- versus gecropte sensor
Een digitale camera met een fullframesensor heeft een beeldformaat dat gelijk is aan het formaat van het negatief van een  kleinbeeldcamera (formaat sensor: 36 bij 24 mm). Bij een camera met een gecropte sensor is het formaat een fractie kleiner, afhankelijk van het type camera. Met spreekt ook wel van de crop-factor.  Een crop-factor van bijvoorbeeld 1.5 (formaat sensor: 15,6 bij 23,7 mm)  geeft op een camera met een 24mm-lens een beeldhoek met een diagonaal van 62°. Op een camera met een fullframesensor (35 mm) uitgerust met dezelfde lens zou dit 84° bedragen. Men kan ook stellen dat het effect van de kleinere uitsnede of crop-factor vergelijkbaar is met een lens met een langere brandpuntafstand: de opname is uitvergroot. Camera's met een gecropte sensor hebben doorgaans ook lenzen die specifiek voor deze camera zijn gemaakt, zoals het Nikon DX-formaat van de Nikon camera's. Welke camera het meest geschikt is voor de onderwaterfotografie staat nog ter discussie. De fullframecamera is zwaarder en duurder maar geeft een grotere scherpte (c.q. minder ruis) van de opnamen onder omstandigheden met weinig licht, waarbij een hoger ISO-getal wordt gekozen. Dit heeft niet alleen met het aantal, maar ook met de grootte van de pixels in de sensor te maken. De gecropte sensor biedt daarentegen weer voordelen bij macro-opnamen door zijn grotere scherptediepte. Een lens die ontworpen is voor een gecropte sensor (zoals het genoemde Nikon DX-objectief) kan ook gebruikt worden op een fullframecamera (zoals bij het Nikon FX-formaat), maar dit gaat ten koste van het aantal megapixels, doordat alleen het centrum van het beeld wordt gebruikt.

## Onderwaterhuizen
Er zijn veel goede onderwaterhuizen op de markt. Het onderwaterhuis bevat allerlei waterdichte doorvoeringen, die het mogelijk maken de diverse knopjes en hendels van de camera van buitenaf goed te bedienen. De afdichting gebeurt meestal met O-ringen. Een recente ontwikkeling is het gebruik van een vacuümpomp om een kleine onderdruk in het onderwaterhuis tot stand te brengen, als controle vooraf op de waterdichtheid.  De goedkopere onderwaterhuizen zijn meestal van doorzichtig perspex gemaakt. Deze constructie is minder robuust, doch laat toe het onderwaterhuis direct op lekkage te controleren. De duurdere huizen voor professioneel en semi-professioneel gebruik zijn meestal van aluminium of speciale kunststof vervaardigd. Ook zijn er tegenwoordig goedkope onderwaterhuizen voor de kleine compacte digitale camera's te verkrijgen (zie rechts boven). Bij deze goedkopere modellen is het echter niet altijd mogelijk een externe flitser aan te sluiten. Ook is het niet mogelijk op de camera een los objectief te plaatsen, zoals bij de DSLR camera gebruikelijk is. Wél is het bij sommige moderne compactcamera's die gebruikmaken van het  MFT systeem mogelijk een voorzetlens (bijvoorbeeld een groothoeklens) aan de buitenzijde op het onderwaterhuis te plaatsen.

## Belichting
Moderne camera's beschikken over verschillend controleniveaus voor sluitertijd en diafragma. In de P stand stelt de camera zelf automatisch de waarden. Deze stand blijkt doorgaans bij onderwateropnamen niet goed te voldoen. In de S en A stand kiest de gebruiker zelf de sluitertijd of het diafragma, en selecteert de camera respectievelijk het diafragma en de sluitertijd. In de M stand worden beide waarden zelf handmatig ingesteld. Stand S wordt bijvoorbeeld onderwater gekozen bij bewegende objecten waarbij een snelle sluitertijd van belang is. Stand A als juist de scherptediepte van belang is zoals bij macro-opnamen. Stand M  geeft de meeste vrijheid om sluitertijd en diafragma te controleren. Keuze van een hogere ISO-waarde is een derde manier om de lichtopbrengst te vergroten; bijvoorbeeld bij onderwateropnamen waarbij zowel een korte sluitertijd als een klein diafragma gewenst is. De sensor van een moderne camera staat namelijk ook hogere ISO-waarden (>400) toe, zonder veel last van ruis. Ten slotte verandert onder water de hoeveelheid licht sterk met de opnamerichting. Bij een naar boven gerichte opname is er meer licht en zal dus een kleiner diafragma moeten worden gekozen dan bij een horizontale opname.

## Problemen van onderwaterfotografie
Bij een onderwatercamera treedt lichtbreking op bij het frontglas; de vlakke glasplaat die het onderwaterhuis scheidt van het water. Daardoor gedraagt een standaardobjectief zich als een zwak tele-objectief, en lijken de voorwerpen groter dan zij zijn. Andere optische problemen die vooral kunnen optreden bij een camera een groothoekobjectief zijn  kleurschifting en vertekening.  De grootste handicap van de onderwaterfotograaf is echter de geringe lichtintensiteit onder water. Deze is het gevolg van lichtverstrooiing, en het verschijnsel van selectieve absorptie. Het eerste verschijnsel houdt in dat het licht op groter dieptes meer diffuus is. Selectieve absorptie of kleurverschuiving betekent dat het water als een filter fungeert. Hierdoor worden de 'warmere' kleuren (rood, oranje en geel) op groter dieptes snel door het water geabsorbeerd. In feite geldt hier het principe van de totale lichtweg: de som van de verticale en horizontale afstand in het water. Voor een duiker op 10 meter diepte en 10 meter afstand van zijn object is de lichtweg dus 20 meter 
De algemene regel in de onderwaterfotografie is daarom ook om de opname-afstand zo klein mogelijk te houden. Een tweede vuistregel is om zo veel mogelijk de camera naar het wateroppervlak te richten, omdat dit een rijker contrast en grotere dieptewerking geeft.
En ander probleem heeft te maken met de grote beweeglijkheid van vissen en die van de duiker zelf. Door al deze factoren zijn onderwateropnamen vaak onscherp, slecht belicht of blauwachtig van kleur. Met flitslicht kan de kleurenpracht van de onderwaterwereld voor een deel weer worden hersteld. Ook wordt wel gebruikgemaakt van kleurcompensatiefilters. Filters blijken vooral goed te voldoen in situaties dicht onder het wateroppervlak; dus waar voldoende natuurlijk licht aanwezig is.

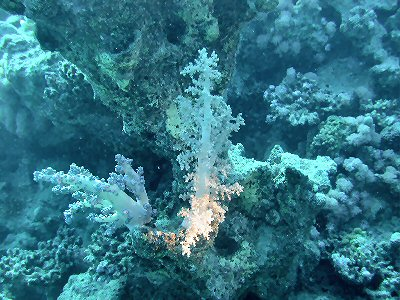
Ongecorrigeerd beeld met een kleurtemperatuur van ongeveer 6000 K
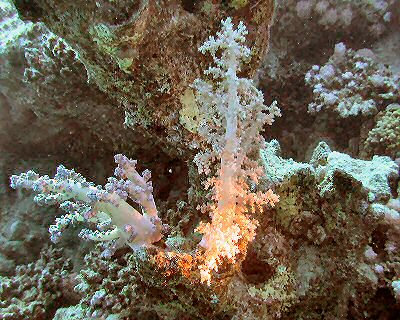
Gecorrigeerd beeld met een kleurtemperatuur van ongeveer 4200 K

## Technieken
Er bestaan, globaal gezien, twee technieken voor het maken van onderwateropnamen, de macrofotografie en de groothoekfotografie. 

### Macrofotografie
Bij de macrofotografie is het doel kleine détails van de onderwaterwereld van zeer dichtbij te fotograferen. Door de afstand te verkleinen, wordt het voorwerp groter afgebeeld. We zeggen ook wel dat de afbeeldingsmaatstaf is toegenomen. Van macrofotografie is sprake bij een afbeeldingsmaatstaf van 1:1 of groter (bijv. 2:1). Het  beeld op de film/sensor is dan gelijk aan, of groter dan dat van het gefotografeerde object. Bij een kleinere afbeeldingsmaatstaf (bijvoorbeeld 1:2) is het beeld op film/sensor (tweemaal) verkleind ten opzichte van het gefotografeerde object. We komen dan in het gebied van de dichtbijfotografie of close-upopnamen. Men gebruikt voor macro-opnamen een speciaal macro-objectief, of een standaardobjectief voorzien van een tussenring, voorzetlens of teleconverter. Met een teleconverter wordt de effectieve brandpuntafstand met een bepaalde factor verlengd en de beeldhoek vergroot. Bij een standaardmacro-objectief geeft bijvoorbeeld  een 1.4-teleconverter een extra vergroting van 40% (ook wel 'supermacro' genoemd). Bij macrofotografie heeft de beeldkwaliteit minder last van problemen  als lichtabsorptie, lichtverstrooiing en het sneeuweffect. Hiertoe draagt ook het gebruik van flitslicht bij. Ten slotte kan bij een macrolens ook een 'natte' voorzetlens worden gebruikt om de beeldhoek te vergroten, en hetzelfde supermacro-effect te bereiken  als met een 'droge' voorzetlens (op de camera binnen het onderwaterhuis). De natte lens kan dus onder water worden verwisseld. Bij sommige modellen zijn de  optische elementen in een luchtkussen  van de watermassa afgesloten ('geseald') wat de vergrotingsfactor van de natte lens aanzienlijk verbetert.

### Groothoekfotografie
Bij groothoekfotografie is het de bedoeling een beeld te geven van meerdere grotere objecten, zoals koraalformaties of scholen vissen die zich op een afstand van 50 cm tot maximaal 2 meter van de duiker bevinden. Hierbij wordt een groothoekobjectief gebruikt. Er bestaan twee soorten groothoekobjectieven: lineaire groothoekobjectieven en fisheye-objectieven. Dit objectief heeft een grote beeldhoek, die opnamen van grotere onderwerpen zoals wrakken, onderwaterlandschappen of grote vissen van relatief dichtbij toestaat. Bij groothoekobjectieven kan vervorming optreden, zoals vignettering en tonvormige vervorming. Ook kunnen soms delen van de camera zoals de zonnekap in beeld komen en leiden tot zwarte hoeken (niet te verwarren met vignettering).

## Bolvormige voorzetlenzen

### Algemeen

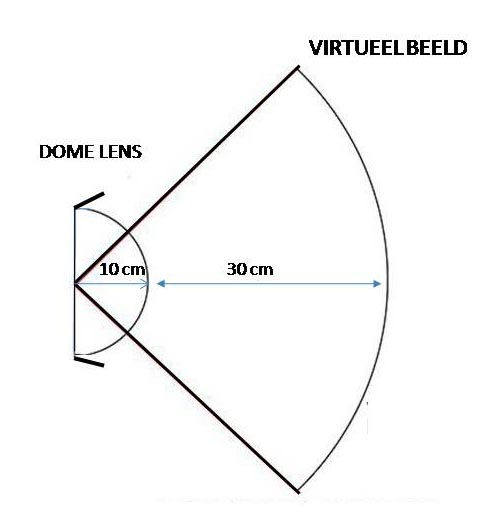
Domelens met virtueel beeld op een afstand 3X de lengte van de straal van de bol van het frontglas

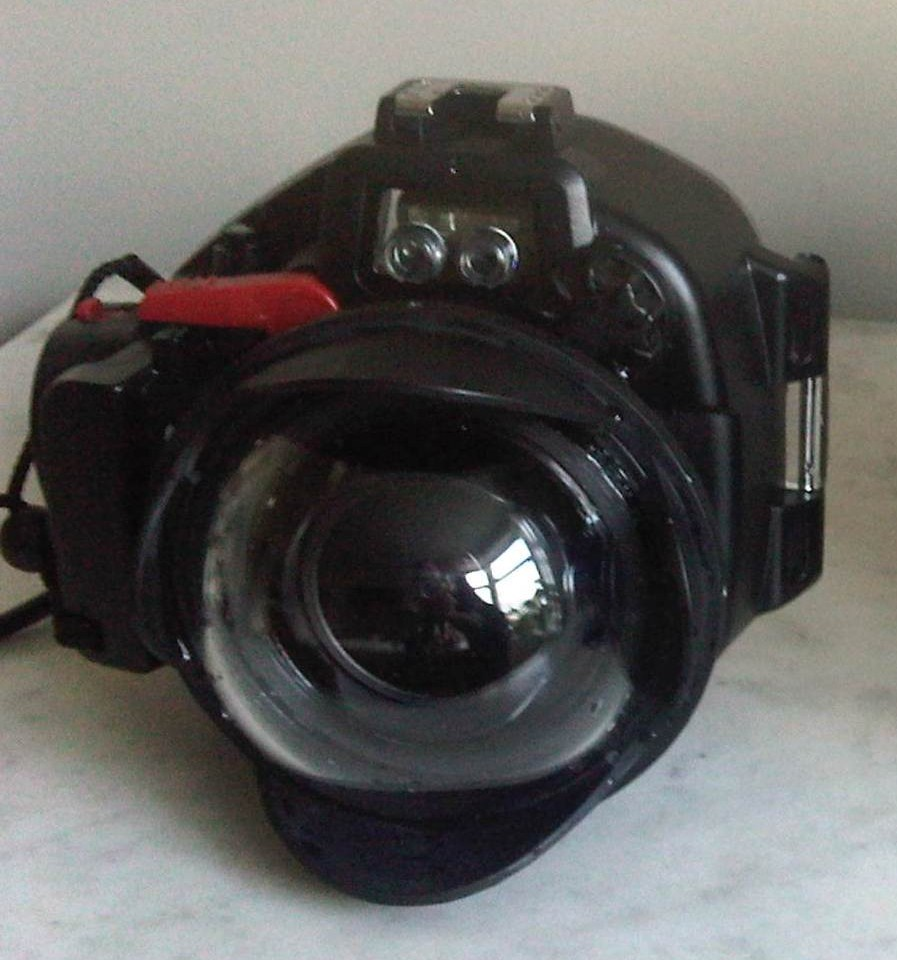
Olympus onderwaterhuis met 10cm-minidome

Bij gebruik van een groothoekobjectief is het nodig het onderwaterhuis te voorzien van een speciale bolvormige voorzetlens, ook wel domelens genoemd. Dit is een koepelvormige lens (van 2-3 dioptrie) van glas of plexiglas die corrigeert voor vertekening en kleurschifting van het onderwaterbeeld,vooral bij gebruik van een groothoekobjectief.
 (zie rechts)

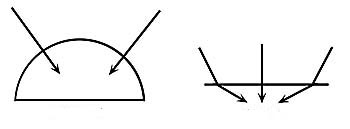
voorbeeld van lichtbreking door een bolvormig en plat frontglas

De domelens wordt aanbevolen bij kleinbeeld objectieven vanaf 28 mm. Glazen lenzen zijn minder krasgevoelig en laten makkelijker water los, wat een voordeel kan zijn bij opnamen waarbij men tegelijk de boven- en onderwaterwereld wil weergeven. De domelens gedraagt zich onder water als een negatieve lens die een gekromd virtueel beeld creëert voor het frontglas van het onderwaterhuis. Hierdoor kan soms ook onscherpte in de hoeken van de opname optreden. Het virtueel beeld van een object op oneindige afstand kan  op 15–40 cm voor het frontglas liggen, afhankelijk van de optische eigenschappen  van de domelens. De vuistregel hierbij is dat de afstand van het virtueel beeld 4X de lengte van straal van de bol is, gemeten vanaf het middelpunt. Gemeten vanaf het frontglas is dat 3X de straal. Dus, hoe sterker de kromming van de domelens  hoe dichterbij en hoe krommer het virtueel beeld voor het frontglas.

### Typen
Domelenzen komen in verschillende formaten voor, zoals o.a. 8 inch (20 cm), 6 inch (15 cm), 5 inch (12,5 cm) en 4 inch (10 cm). De grotere exemplaren zijn meestal ontworpen voor algemeen gebruik bij verschillende camera- of lenstypes. De grotere domelenzen lijken vooral geschikt voor camera's met een fullframesensor en lineaire groothoekobjectieven. Er bestaan echter ook precisie domelenzen die voor specifieke objectieven zijn gemaakt met een extreem grote beeldhoek, zoals het fisheye-objectief. Het betreft hier vooral de kleinere (mini) domelenzen zoals de 5 inch en 4 inch domes, die bestaan uit een complete halve bol. De grote domes bestaan namelijk vaak uit een fractie hiervan, waardoor het objectief van de camera zich ook dichter bij het frontglas van de dome bevindt. Idealiter moet het 'nodal point' (antiparallaxpunt) van de dome (dit is het middelpunt van de bol waaruit de dome is gemaakt, zie figuur hiernaast) samenvallen met dat van de lens. Bij moderne lenzenstelsels zoals het fisheye-objectief heeft de invallende lichtbundel niet overal dezelfde diameter en gaat men uit van een soort gemiddelde, ook wel intreepupil genoemd.
Is dit niet het geval, staat de lens bijvoorbeeld te veel naar voren, dan kan er weer onscherpte in de hoeken van het beeld optreden. De ideale of 'precisie'-dome is dus speciaal gemaakt voor één bepaald type lens.

### Minidomes
Bij de kleinere minidome van 10 cm (4 inch) doorsnee is de straal 5 cm, en ligt het virtueel beeld van een object op oneindige afstand op 15 cm. Voor objecten die zich dichter bij de camera bevinden kan het virtueel beeld maar enkele centimeters bedragen. Omdat de minidome minder ver uitsteekt dan de grotere domes is het mogelijk het object tot zeer dichtbij te benaderen. Hierdoor kunnen bijvoorbeeld ook kleine vissen groot en scherp worden weergegeven. De gebruikte lens moet in dit geval wel in staat zijn hierop scherp te stellen. Eigenlijk komt alleen het  fisheye-objectief hiervoor in aanmerking. Op groothoekobjectieven die niet in staat zijn hierop scherp te stellen, kan een voorzetlens van bijvoorbeeld +2 dpt (dioptrie) worden gezet. Een ander voordeel van de minidome is dat objecten vlak voor de dome ook meer gelijkmatig kunnen worden belicht dan met een grotere domelens mogelijk is.
Een nadeel van de minidome is dat het virtueel beeld relatief sterk gekromd is. Dit kan ertoe leiden dat de hoeken van de onderwateropnamen onscherp zijn. Dit komt omdat de lens van de camera is ontworpen om voorwerpen in een plat plat weer te geven. Bij een sterk gekromd virtueel beeld liggen ten opzichte van een plat vlak de hoeken van het beeld veel dichter bij de camera dan het centrum waarop wordt scherpgesteld. Omdat bij gebruik van een minidome en fisheye-objectief doorgaans op voorwerpen op zeer kleine afstand wordt scherpgesteld, kunnen door de relatief kleine scherptediepte niet alleen de hoeken, maar ook grotere objecten op de achtergrond (zoals een duiker) minder scherp worden. Het laatste kan worden verbeterd door een kleiner diafragma te kiezen. In omstandigheden met weinig licht, waarbij toch voor een groter diafragma moet wordt gekozen, blijven hoek- en afstandsonscherpte een rol spelen. Hoekonscherpte zal echter geen probleem hoeven te zijn bij een neutrale achtergrond, zoals blauw water.

## Fisheye-objectief
Fisheye-objectieven komen in twee soorten voor: met een vaste korte brandpuntafstand (bijvoorbeeld 12 mm) en met een 'zoom' functie waarbij het brandpunt en dus de beeldhoek kan worden gevarieerd (bijvoorbeeld tussen 10–17 mm). Er bestaan fisheye-objectieven met een cirkelvormig en rechthoekig beeld. De tweede variant wordt meestal in de onderwaterfotografie gebruikt. Hierbij vult het beeld het hele kader van de opname, en is de beeldhoek gemeten langs de diagonaal 180°, maar kleiner in verticale en horizontale richting.
Een fisheye-objectief maakt dus een extreem grote beeldhoek mogelijk. Hierdoor is het mogelijk een relatief groot onderwaterobject (zoals een scheepswrak of walvis) tot dichtbij te benaderen.

### Close Focus-Wide-angle
Het fisheye-objectief maakt echter ook opnamen van kleine onderwaterobjecten of vissen van zeer dichtbij mogelijk. De Engelse benaming hiervoor is CFWA (Close-Focus-Wide-Angle). Eem extreme vorm van CFWA is macrogroothoek. De Engelse benaming is MWA (Macro-Wide Angle) Bij deze opnamen benadert de afbeeldingsmaatstaf die van de macrofotografie, maar is – door het groothoekeffect – ook de achtergrond vaak nog goed scherp in beeld te brengen. Hiervoor lenen zich vooral de minidomelenzen met een kleine straal (bijvoorbeeld 5 cm). Het onderwaterobject ligt hier op 5–8 cm voor het frontglas van de camera.

### Split-image
Ten slotte worden fisheye-objectieven gebruikt voor split-image-opnamen (d.w.z. dubbelbeeld: boven- en onderwateropname). Hierbij toont bijvoorbeeld het bovenste deel een schip of palmbomen op de kust, en het onderste deel een duiker of onderwaterlandschap. De waterlijn loopt hier idealiter door het midden van het beeld. Hiervoor komen vooral de domelenzen met een grote straal (bijvoorbeeld 10 cm) in aanmerking. Bij de laatste techniek doen zich twee problemen voor. Allereerst ligt het beeld van het object waarop onder water scherp wordt gesteld veel dichterbij dan dat van het object boven water door het virtuele beeld van de domelens. Om die reden wordt er gebruikgemaakt van een klein diafragma, voor een grotere scherptediepte. Er wordt daarbij op het object onder (niet boven) water scherpgesteld. Ten tweede is er onder water minder licht dan boven water. Om het onderwaterobject toch goed te belichten, wordt er vaak van flitsers gebruikgemaakt die op het onderwaterobject zijn gericht. Ook kan men een grotere filmgevoeligheid (ISO-waarde) instellen, of de opnamen maken in ondiep water bij veel zonlicht.

## Flitslicht

### Techniek
Flitslicht wordt onderwater vaak gebruikt als aanvulling op het aanwezige natuurlijke licht. Er bestaan veel soorten flitsers die speciaal voor gebruik onder water zijn ontworpen.
Vanwege de korte flitstijd is het richtgetal van een elektronische flitser onafhankelijk van de sluitertijd van de camera. Wél gelden er beperkingen ten aanzien van aanzien van kortste sluitertijd van de digitale camera waarbij een elektronische flitser nog effectief is. Dit heet ook wel de flitssynchronisatietijd. 
Moderne onderwaterflitsers bieden de mogelijkheid tot regeling van de lichtopbrengst van de flitser met de hand (Manual), of automatisch via het TTL systeem. Onderwaterflitsers zijn meestal voorzien van een diffusor. Dit is een witte schijf voor het frontglas van de flitser die zorgt voor een zachtere en wijdere uitstraling van het flitslicht. Bij handbediening van een flitser wordt  het onderwater richtgetal aangehouden. De voor elke afstand tot het object geldende diafragmawaarde staat meestal op een meegeleverde tabel afgebeeld. Bijvoorbeeld: 1 meter f 8, 50 cm f 16.  In de TTL stand is de flitser met de camera verbonden via een speciale 'sync' kabel, waarbij de lichtopbrengst van de flitser afhankelijk is van de lichtmeting door de lens van de camera.

### Positie van flitsers
De positie van de flitsers is afhankelijk van het soort opname. Bij groothoek opnamen van verder gelegen en grotere objecten staan de flitsers verder weg van het onderwaterhuis en iets naar voren en naar buiten gericht. Bij opnamen van kleinere objecten vlak voor het frontglas met een fisheye-objectief en minidome moeten de flitsers juist dicht bij het onderwaterhuis worden gehouden om het object op de voorgrond goed te belichten. Belangrijk is ook dat zij iets naar  achter t.o.v. het onderwaterhuis worden getrokken, omdat zij anders zichtbaar worden in de opname. Bij kleine objecten dichtbij met een vlak frontglas, zoals bij macro-opnamen, staan de flitsers voor het onderwaterhuis en meer naar binnen gericht.

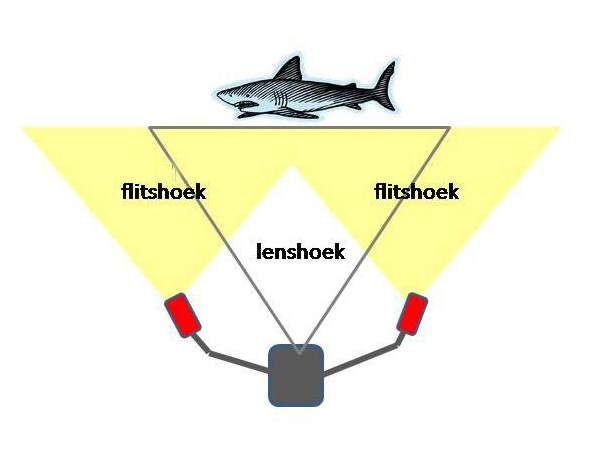
Positie van flitsers bij groothoekopnamen van grote objecten. De flitsers hebben lange armen en zijn iets naar buiten gericht. Deze positie geeft zacht gelijkmatig licht en vermijdt het sneeuweffect

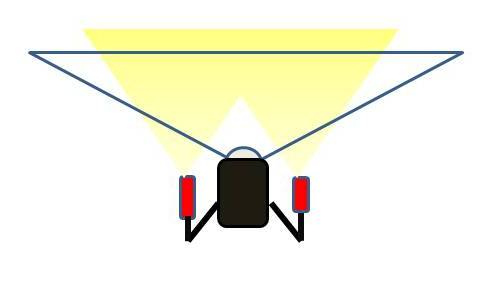
Positie van flitsers bij opname van een klein object vlak voor de fisheye-lens. De flitsers zijn dicht bij het onderwaterhuis en naar achter getrokken zodat zij niet in beeld komen

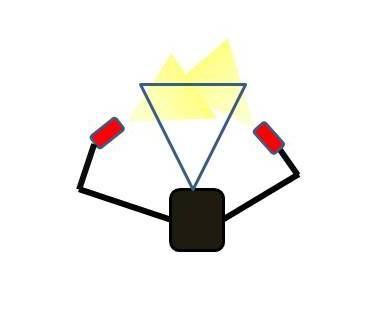
Positie van flitsers bij macrofotografie. De flitsers zijn naar voren en naar binnen gericht naar het object toe

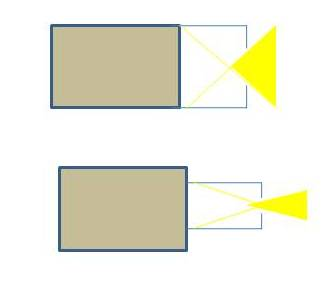
De 'snoot'; een constructie waarmee de lichtbundel van een flitser kan worden geconcentreerd

### Gebruik van 'snoot'
De stralingshoek, dus de hoek waaronder de lichtbundel van de flitser effectief is, moet bij gebruik van groothoekobjectieven (zie verder) minimaal 90 graden bedragen. Het gebruik van twee flitsers, rechts en links op het onderwaterhuis geplaatst, maakt een meer gelijkmatige belichting van voorwerpen mogelijk.
Soms wordt in de onderwater macrofotografie ook een snoot gebruikt. Dit is een kap of cilinder die voor op de flitser wordt geplaatst en via een kleine ronde opening aan het voorzijde de lichtbundel scherper concentreert. Hierdoor kunnen objecten vlak voor de camera zoals kleine visjes scherper worden uitgelicht, terwijl de achtergrond donker(der) blijft. Een dergelijke 'snoot' kan allerlei vormen aannemen. Door de  lengte van de cilinder te variëren, of de  ingang of de uitgang van te verkleinen, kan men de bundel naar gelieve kleiner of groter maken.

### Stofdeeltjes
Bij veraf objecten (bijvoorbeeld op 1 meter afstand) plaats men de flitsers doorgaans verder van het huis af, bij dichtbij-opnamen juist dichter bij het onderwaterhuis. Voor het verkrijgen een meer sfeervolle belichting wordt soms de sterkte van de flitsers in de Manual stand onafhankelijk van elkaar gevarieerd: bijvoorbeeld voor dichtbijgelegen objecten op 1/2 sterkte en voor verafgelegen objecten op volle sterkte.  Bij gebruik van flitslicht kunnen soms stofdeeltjes die voor de camera in het water zweven, het licht terugkaatsen. Dit 'sneeuweffect' (terugkaatsing van flitslicht door stofdeeltjes in het water, in Engels: backscatter) kan men tegengaan door de flitser meer opzij van de camera op het object te richten, zodat de ruimte tussen camera en object zo min mogelijk wordt belicht. Het sneeuweffect treedt vooral op bij groothoekopnamen. Bij dichtbij- en macrofotografie is het effect nauwelijks te zien, omdat de verlichtingssterktes van onderwerp en reflecterende stofdeeltjes nauwelijks verschillen.

### Elektrische of glasvezel verbindingen?
Onderwaterflitsers kunnen vanuit de camera op twee manieren worden aangestuurd: via een elektrische ('sync') kabel of een glasvezelkabel (zie figuur links onder). De waterdichte elektrische kabel is met speciale connectoren verbonden met de externe onderwaterflitser en het onderwaterhuis. De connector op het onderwaterhuis is daarbij gekoppeld aan de flitsschoen van de camera. Kabels en connectoren blijven gevoelig voor indringend vocht en corrosie, en connectoren zijn geborgd met O-ringen.
De glasvezelkabel wordt aangestuurd door het licht van de interne flitser, dus van de camera zelf, die daarvoor meestal uitgeklapt moet worden. Het licht wordt opgevangen door een afgeschermde sensor op de voorzijde van het onderwaterhuis. Deze kabel heeft als voordeel dat hij een open verbinding heeft met het water, en dus minder gevoelig is voor vocht of corrosie. Een nadeel is dat de sluitertijd van de camera nu mede afhankelijk is van de cyclustijd van de interne (camera) flitser, en er een extra beroep wordt gedaan op de batterijen van de camera.

### Slaafflitsers
Een externe flitser die door uitstraling van een primaire (d.w.z. direct met camera verbonden) lichtbron  wordt geactiveerd, wordt ook wel een 'slave' (slaaf) systeem genoemd. Een slaafflitser kan geactiveerd worden door de interne fitser van de camera, via een sensor (of plug) op  de voorzijde van het onderwaterhuis en een glasvezelkabel. Maar er bestaan ook draadloze systemen waarbij de slaafflitser wordt aangestuurd door een aparte optische sensor. Deze activeert de slaafflitser als hij getroffen wordt door de lichtbundel van een andere externe flitser. Dit kan een losse sensor zijn, of een sensor die is ingebouwd in de slaafflitser zelf. Een probleem kan ontstaan als de sensor ook reageert op de 'pre-flash'. Dit is een kort lichtpuls (of serie pulsen) die wordt uitgezonden voorafgaande aan de echte flits, als controle op de flitsintensiteit. Hiervan is bijvoorbeeld sprake bij de TTL (lichtmeting door de lens) stand van de primaire flitser. Door deze in de 'manual' stand te zetten, kan echter de pre-flash worden onderdrukt. De sensor moet wel onder een juiste hoek zijn ingesteld zodat hij altijd reageert op het 'vuren' van de primaire flitser. Slaafsystemen wordt vaak gebruikt om speciale effecten, zoals een expressieve verlichting van objecten in grotten e.d. te bereiken.

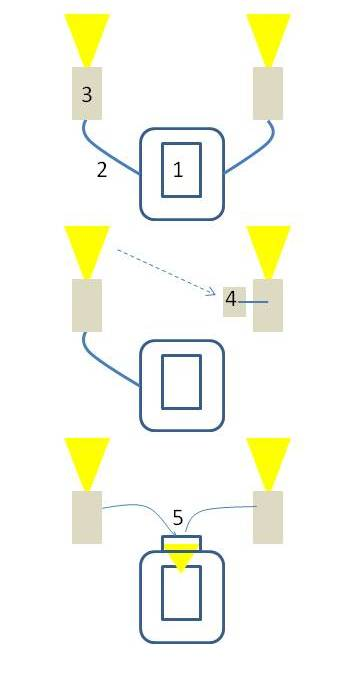
Drie soorten aansturing van onderwater-flitsers (zie tekst). 1=Onderwaterhuis, 2=Elektrische kabels, 3= Externe flitsers 4=Losse slaafsensor en slaafflitser, 5=Interne flitser met sensor en glasvezelkabels naar twee externe slaafflitsers

## Menglichtopnamen
Bij groothoekopnamen wordt de onderwaterflitser hoofdzakelijk gebruikt om objecten of vissen die zich dicht bij de camera bevinden hun natuurlijke kleur te geven. Tegelijkertijd probeert men daarbij ook te profiteren van het natuurlijke achtergrondlicht, bijvoorbeeld door het kiezen van een iets langere sluitertijd. Bij deze lastige techniek spreekt men ook wel van menglichtopnamen (zie foto's rechtsboven voor een voorbeeld). Door het contrast tussen de kleurrijke voorgrond en blauwe achtergrond krijgen deze opnamen een dramatische dieptewerking. Door de korte belichtingstijd van de flitser blijven zelfs bij een langere sluitertijd van 1/30 s statische objecten op de voorgrond zoals koralen of sponzen scherp afgebeeld. Bij bewegende objecten zoals vissen kan soms een dubbelbeeld aan de randen zichtbaar zijn. Het instellen van de juiste belichting bij een onderwateropname is lastig, en een kwestie van het vinden van de juiste balans tussen sluitertijd en diafragma. Het met de hand instellen van sluitertijd en/of diafragma verdient daarom vaak de voorkeur boven automatische keuze van deze waarden door de camera.

## Zon in beeld
Opnamen die naar de oppervlakte van het water zijn gericht, hebben soms last van overbelichting doordat op de achtergrond de zon in beeld komt. Een zon in beeld kan mooie effecten geven door zonnestralen in het water. De kans hierop is groter als zich in het water stofdeeltjes bevinden. Bij overbelichting zijn deze 'zonneballen' (Engels 'sunballs') soms omringd door een hinderlijke cyaankleurige ring. Er is eigenlijk sprake van een extreme vorm van hoge lichten (Engels: highlights) waarbij het overbelichte of  'geclipte' gebied uniform wit is zonder details. Dit heeft mede te maken met het feit dat de sensoren van digitale camera's veel gevoeliger zijn voor licht van een hoge intensiteit dan die van de oudere analoge camera's. Dit effect kan worden onderdrukt door een kortere sluitertijd en kleiner diafragma te kiezen (bijvoorbeeld 1/250 bij F11), bij een laag ISO-getal (bijvoorbeeld ISO 100). Om het object op de voorgrond toch goed belicht te krijgen, moet de flitser zo dicht mogelijk bij het object op de voorgrond worden geplaatst. Hierbij is men wél gebonden aan de voor de specifieke camera geldende flitssynchronisatietijd. Andere praktische oplossingen zijn: zorgen voor een onderwaterobject tussen camera en zon, of de opname maken bij een lage zonnestand, zoals in de vroege ochtend of later in de middag.

## Geschiedenis en pioniers
- 1856 - William Thompson maakte eerst onderwater opnamen met een camera op een statief.
- 1893 - Louis Boutan maakte onderwateropnamen met een helmduikpak.
- 1914 - John Ernest Williamson maakt de eerst onderwaterfilmopnamen.
- 1923 - W.H. Longley and Charles Martin maakte de eerste kleuropnamen met flitslicht.
- 1957 - De Calypsophot amfibiecamera wordt ontworpen door Jean De Wouters en Jacques-Yves Cousteau. Dit model wordt later door Nikon als de Nikonos onderwatercamera op de markt gebracht.
- Pioniers: belangrijke Europese onderwaterfotografen uit tweede helft van de 20ste eeuw waren Ludwig Sillner en Hans Hass. Hans Hass ontwikkelde het legendarische Rolleimarin-onderwaterhuis voor de twee-ogige Rolleiflex 3.5F-spiegelreflexcamera. In Nederland heeft ingenieur Ruud Rozendaal aan de wieg gestaan van de onderwaterfotografie.